# Trogonoptera trojana
Trogonoptera trojana är en fjärilsart som först beskrevs av Eduard Honrath 1886.  Trogonoptera trojana ingår i släktet Trogonoptera och familjen riddarfjärilar. Inga underarter finns listade i Catalogue of Life.

## Bildgalleri

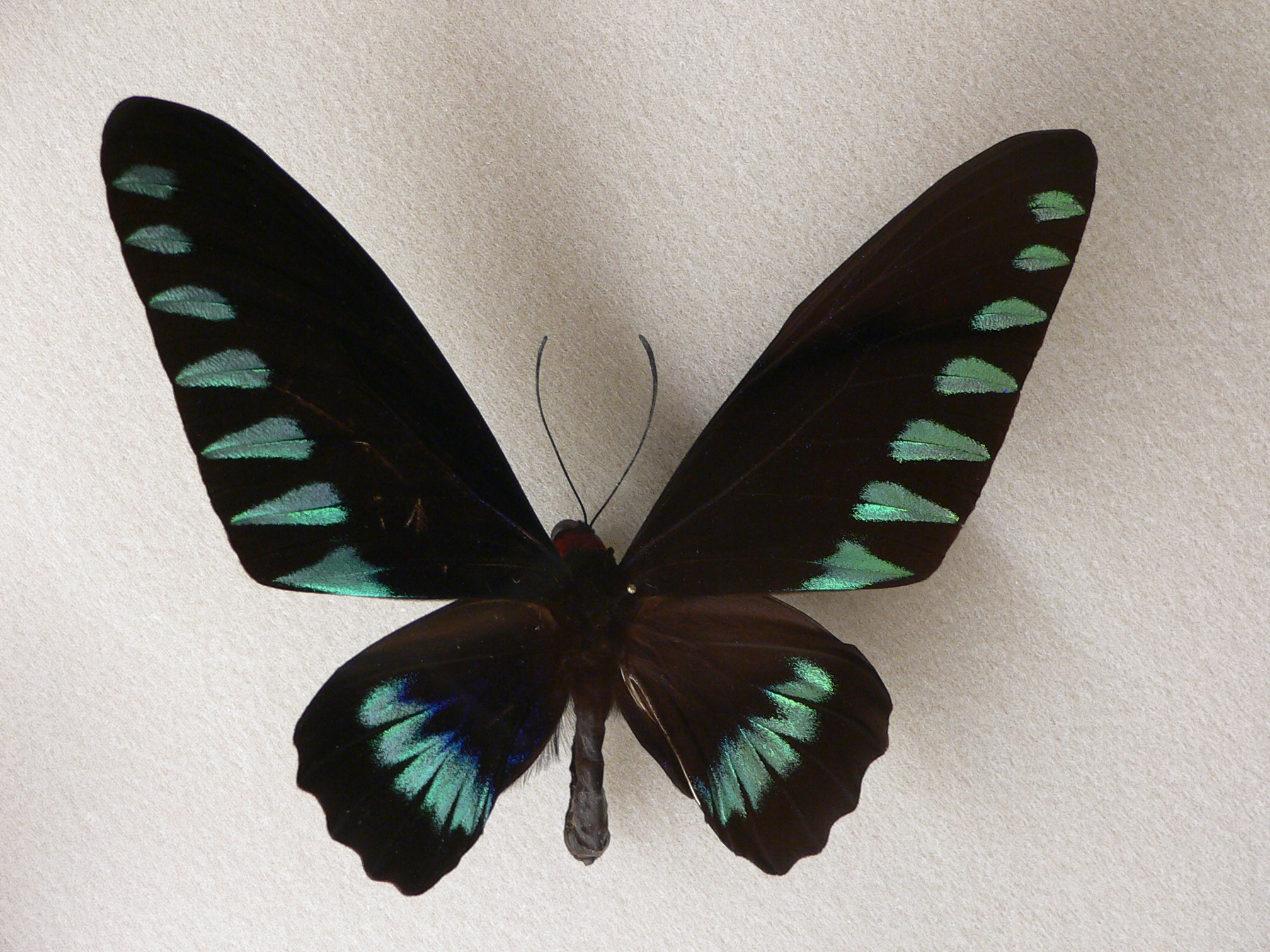
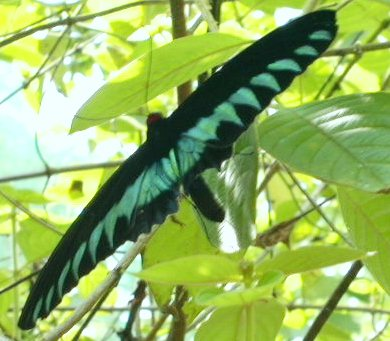